# Cortex paralimbique
Le cortex paralimbique est une zone à trois couches du cortex cérébral qui comprend les régions suivantes : le cortex piriforme, le cortex entorhinal, le cortex parahippocampal sur la face interne du lobe temporal et le cortex cingulaire juste au-dessus du corps calleux,.
Le cortex paralimbique se trouve à proximité des structures du système limbique et y est directement relié. D’où l’utilisation du préfixe « para » dans le sens de « à côté », « à proximité ». Le cortex paralimbique, également appelé mesocortex ou juxtallocortex, est intercalé entre le néocortex et l’allocortex. Le cortex paralimbique constitue une transition progressive des régions limbiques primaires, y compris la région septale, substantia innominata et les noyaux de l'amygdale, aux régions supérieures du néocortex.
Il y a des connexions denses entre le cortex paralimbique et les structures limbiques fondamentales, en particulier avec l'amygdale. Le complexe amygdalien comprend deux couches nucléaires et corticales. Les caractéristiques corticales de l'amygdale se prolongent souvent dans les zones paralimbiques, brouillant les frontières entre les régions limbiques et paralimbiques. C’est pourquoi ces régions constituent ensemble le « système paralimbique ».
Son cytoarchitectonie est définie comme suit : elle possède trois couches neuronales, les couches 2, 3 et 4 étant fusionnées. Ces couches constituent une forme intermédiaire entre l’allocortex qui possède moins de six couches et le néocortex et ses six couches distinctes. Il se situe dans le système limbique et forment une frontière entre le néocortex et la partie allocorticale,. Il a été émis l'hypothèse que le cortex peut être considéré comme une succession d’anneaux concentriques constitués par l’allocortex, le mesocortex et l’isocortex.

## Fonctions
Le cortex paralimbique sert de zone de transition entre le néocortex et l’allocortex tout en incorporant une région du proisocortex ainsi qu’une subdivision du néocortex, une région du péri-allocortex et une subdivision de l'allocortex,.Il constitue un groupe d'interconnexions des structures du cerveau qui sont impliquées dans les fonctions de traitement de l'émotion, l'établissement d'objectifs, la motivation et la maîtrise de soi.